# Apostasia ramifera
Apostasia ramifera är en orkidéart som beskrevs av Sing Chi Chen och Kai Yung Lang. Apostasia ramifera ingår i släktet Apostasia och familjen orkidéer. Inga underarter finns listade i Catalogue of Life.